# Cymodusopsis variabilis
Cymodusopsis variabilis là một loài tò vò trong họ Ichneumonidae.